# Klintum (Før)
Klintum (dansk/tysk) eller Klantem (nordfrisisk) er en landsby på øen Før i Nordfrisland (Sydslesvig) i det nordlige Tyskland. Byen er beliggende i øens nordvestlige del mellem Toftum i øst og Oldsum i vest. De tre landsbyer danner i dag et sammenhængende bebyggelseområde. Administrativt hører byen til Oldsum kommune.
Klintum blev første gang nævnt i 1612. Stednavnet beskriver beliggenhed ved en klint. Samme stednavn findes ved Langbjerg Skov i Læk Sogn (Kær Herred) på fastlandet. I kirkelig henseende hører byen til Sankt Laurentii Sogn. Sognet lå Vesterherred (Vesterland-Før), da området tilhørte Danmark. Vesterland-Før var en af de kongerigske enklaver ved den sønderjyske vestkyst, der i den sene middelalder ikke kom under Hertugdømmet Slesvig. Allerede i 1867 blev landsbyen indlemmet i Oldsum kommune.
Klintum er overvejende præget af landbrug og turisme.